# 庫普弗巴赫河 (坦巴赫河支流)
50°23′55.3″N 11°51′36.0″E / 50.398694°N 11.860000°E

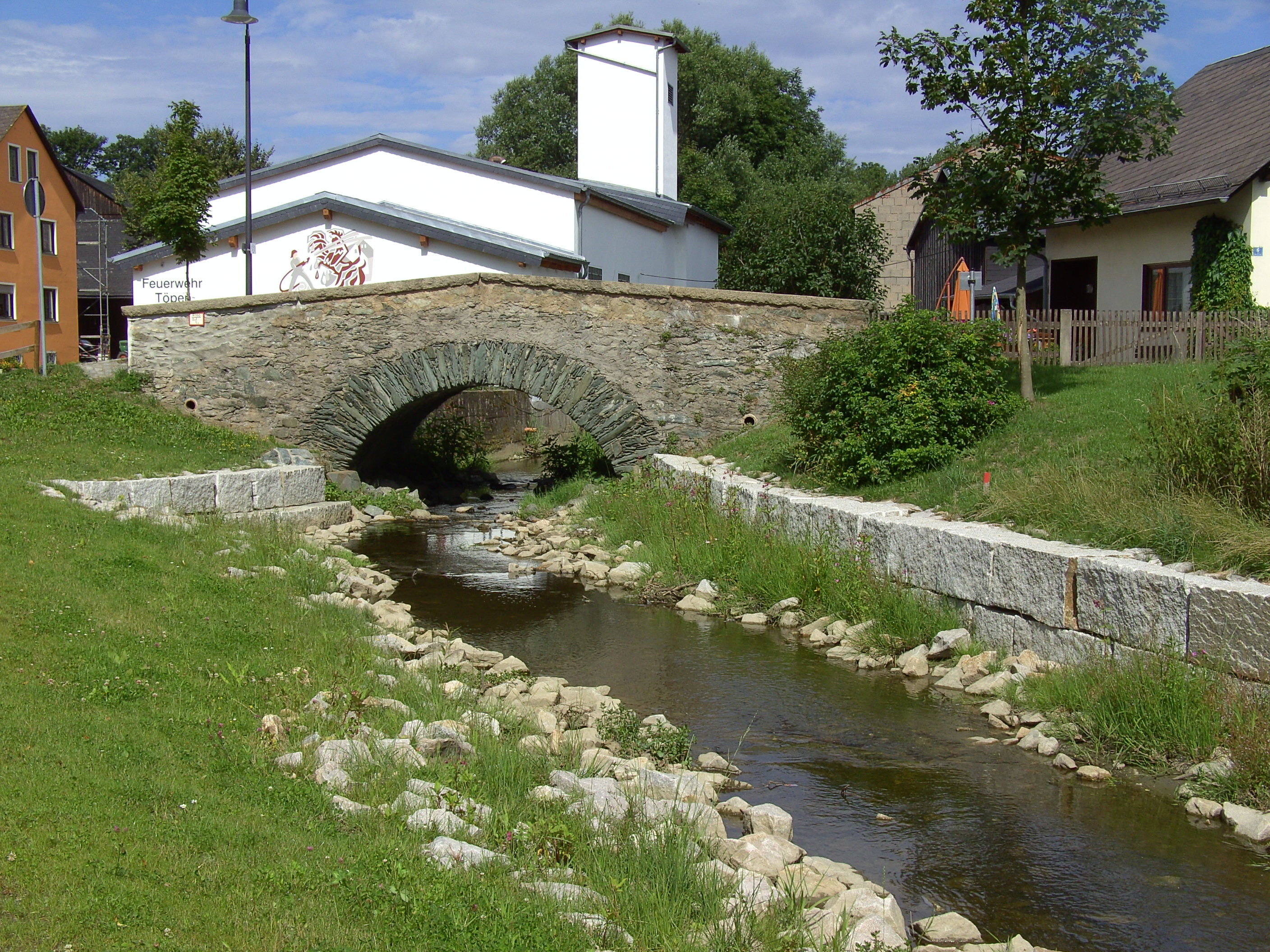

庫普弗巴赫河（德語：Kupferbach），是德國的河流，位於該國東南部，由巴伐利亞負責管轄，屬於坦巴赫河的支流，河道全長9公里，河口處在特彭以北。